# 日本大学大学院知的財産研究科
日本大学大学院知的財産研究科（にほんだいがくだいがくいんちてきざいさんけんきゅうか、Graduate School of Intellectual Property Nihon University）は、日本大学法学部キャンパス内に併設する知的財産を研究する専門職大学院である。2017年度以降をもって学生募集を停止した。

## 概要
2010年（平成22年）、法学研究科博士前期課程 私法学専攻「知的財産コース」の募集を停止し、独立した本研究科を設置。日本大学法学部がある三崎町キャンパスに日本大学大学院法務研究科と一緒に置かれていた独立大学院であったが、志願者の減少により2017年度（平成29年）をもって学生募集を停止した。後継機関として、法学研究科 私法学専攻 知的財産コースと法学部附置 国際知的財産研究所がある。

## 知的財産研究科
- 知的財産専攻
  - 入学定員30名、総定員60名。
  - 専門職学位課程 - 知的財産修士（専門職）、修了要件として45単位以上[2]を履修するとともに、論文の合格者には知的財産修士（専門職）の学位が授与される。
  - 標準修業年限は2年とし、在学年数は4年を超えることは原則不可能である[3]。

## アクセス
所在地
- 東京都千代田区神田三崎町2丁目3番1号

最寄り駅
- 水道橋駅
  - JR総武線を利用　東口出口　徒歩3〜5分
  - 都営三田線　A2出口　徒歩3〜6分
- 神保町駅
  - 東京メトロ半蔵門線又は、都営三田線か新宿線を利用　A4出口　徒歩5～8分